# Albert Racinet
Charles Auguste Albert Racinet (né le 20 juillet 1825 à Paris et mort le 27 octobre 1893 à Montfort-L'Amaury) est un observateur de costumes français, illustrateur, peintre et auteur d'ouvrages portant sur les costumes et ornements plusieurs fois réimprimés.

## Biographie

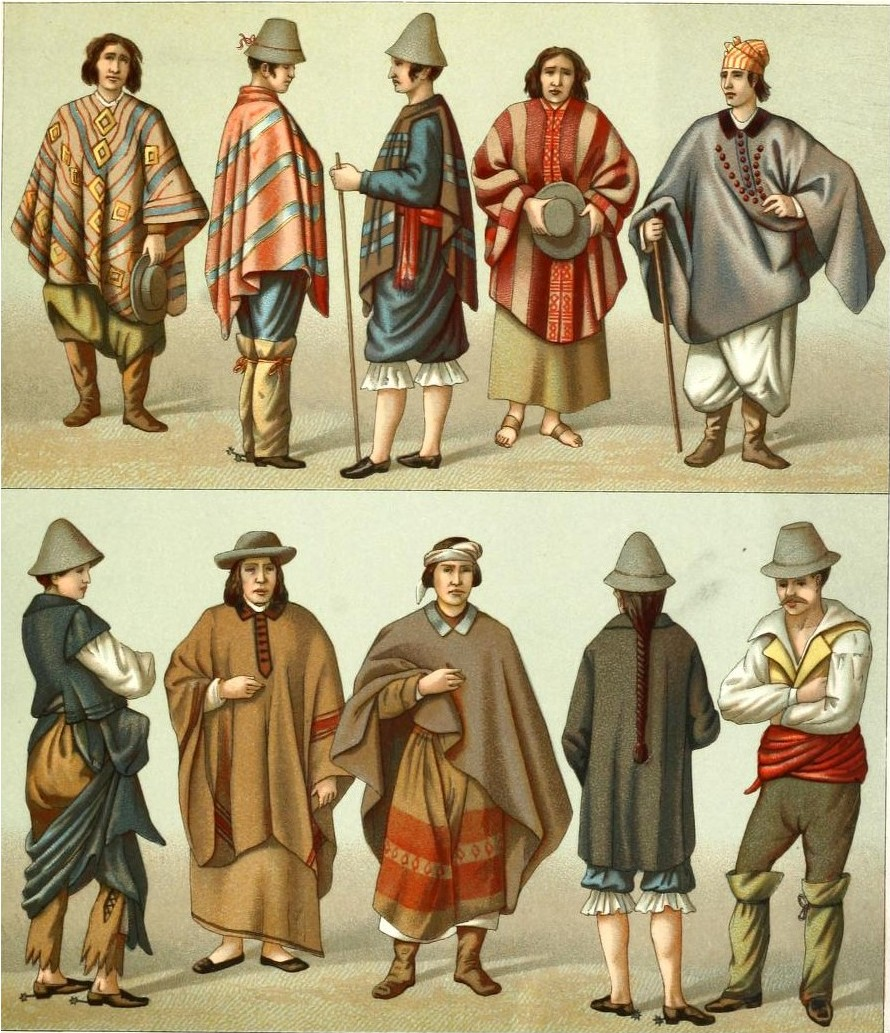
Chili : costumes d'Indiens Araucaniens et de gauchos

Il a d'abord été formé par son père, Charles-Auguste Racinet, comme lithographe et dessinateur. Il a ensuite suivi des cours à l'École de dessin de la ville de Paris. De 1849 à 1874, il a participé aux expositions annuelles du Salon de Paris, mais c'est en tant que graveur d'oeuvres savantes, en particulier de costumes, qu'il s'illustre.
Il commence à travailler dans ce domaine dans les années 1840 avec son père en collaborant aux planches du peintre Ferdinand Séré (1818-1855) et de l'historien Charles Léopold Louandre, sous le titre Histoire du costume et de l'ameublement au Moyen Âge. Après la mort prématurée de Séré parurent en 1857-1858 Les Arts somptuaires de l'éditeur Hangard-Maugé, puis Histoire du costume et de l'ameublement et des arts et industries qui s'y rattachent, deux volumes de textes et de planches. Une autre partie de son travail a été publiée avec un texte de Paul Lacroix en cinq volumes de 1848 à 1851 sous le titre Le Moyen Âge et la Renaissance, histoire et description des mœurs et usages, du commerce et de l'Industrie, des sciences, des arts, les Littératures et des beaux-arts en Europe, suivis par les dix volumes des Costumes Historiques de la France d'après les monuments...
Il travailla chez l'éditeur Firmin Didot et Cie, comme graveur et directeur artistique de 1869 à 1888, et ses deux œuvres majeures sont L'Ornement polychrome et Le costume historique.
Albert Racinet a reçu la Légion d'honneur le 5 août 1878.

## Œuvres

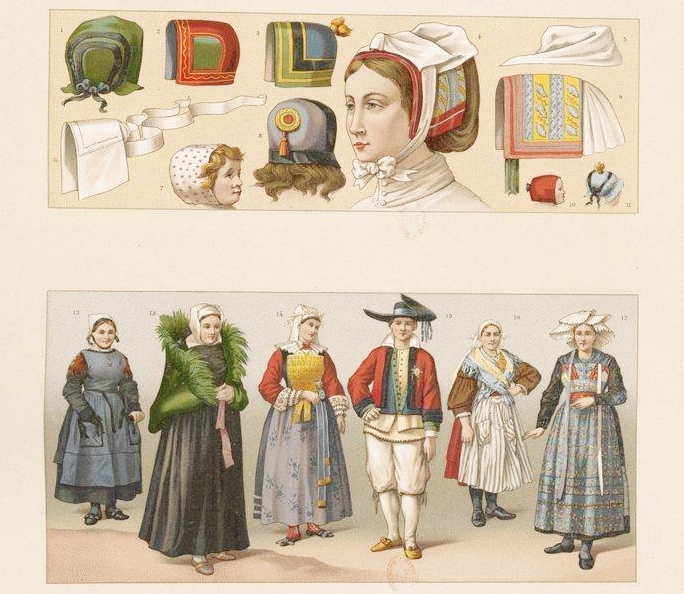
Exemples de coiffes et costumes bigoudens, sablais et de Batz-sur-Mer

- L'Ornement polychrome : 100 planches en couleurs or et argent contenant environ 2000 motifs de tous les styles art ancien et asiatique, Moyen Âge, Renaissance, XVIIe et XVIIIe siècles. Firmin-Didot, Paris [1869-1873].
- L'Ornement polychrome. Deuxième Série. Cent vingt planches en couleur or et argent. Art ancien et asiatique, Moyen Âge, Renaissance, XVIIe, XVIIIe et XIXe siècles. Recueil historique et pratique avec des notices explicatives. Publié sous la direction de M. A. Racinet, auteur de L'Ornement polychrome (première série), du Costume Historiques, etc. Firmin-Didot, Paris 1885–1887.
- Collection archéologique du prince Soltykoff. Firmin-Didot, Paris 1878.
- La Céramique japonaise. Firmin-Didot, Paris 1878–1881.
- Le costume historique : cinq cents planches, trois cents en couleurs, or et argent, deux cents en camaïeu. Types principaux du vêtement et de la parure, rapprochés de ceux de l'intérieur de l'habitation dans tous les temps et chez tous les peuples, avec de nombreux détails sur le mobilier, les armes, les objets usuels, les moyens de transport, 6 volumes. Firmin-Didot, Paris 1888[3].

## Sources
- (de) Auguste Racinet